# 辛西雅·尼克森
欣希雅·尼克森（英語：Cynthia Nixon，1966年4月9日—）是一位美國女演員，曾獲東尼獎和艾美獎，在HBO知名影集《慾望城市》飾演米蘭達·霍布斯而著名。

## 生平

### 早年生活
尼克森出生在美國紐約市，母親安·諾爾（Anne Knoll）是一位演員，父親華特·尼克森（Walter Nixon）是一名電台記者。
她在12歲時開始從事演員生涯，曾演過百老匯秀，也在電視或電影裡演出。

### 走紅
1998年至2004年間，尼克森接演HBO影集《慾望城市》，飾演律師米蘭達·霍布斯，為主角莎拉·潔西卡·帕克的配角。她在2002和2003年曾受到艾美獎提名為「喜劇類最佳女配角」後，終於在2004年以《慾望城市》第六季的演出獲獎，使得她之後贏得許多演出機會。
2005年，《慾望城市》播畢後，尼克森在《急診室的春天》客串一角，飾演一位母親接受繁複的醫療以減輕中風的影響。2006年，她以獲普立茲獎的《出口》（Rabbit Hole）贏得東尼獎最佳女主角。2008年，接演《慾望城市》電影版的米蘭達·霍布斯一角，與影集的演員們和導演麥可·派翠克·金再次合作。

## 個人生活
辛西亞2003年與前男友丹尼·摩茲分手後，2004年辛西亞開始與教育活動家克莉絲汀·馬里諾約會。辛西亞帶她和前男友所生的一雙兒女——珊曼莎（1995年生）與查爾斯（2002年生）和克莉絲汀·馬里諾尼同居多年。
辛西亞於2008年罹患乳癌，女友不離不棄陪她對抗病魔，她當時便決定以身相許。2009年5月，她在記者會上公布訂婚喜訊，她說：「如果同志婚姻在紐約合法，我們一定會結婚。我不想假裝結婚，我們要真正的、合法的，能夠得到州政府認可的婚姻。」
2012年5月27日，辛西亞和馬里諾尼在纽约市登记结婚。

## 電視劇
| 年份       | 電視劇名稱                                        | 角色              |
| ---------- | ------------------------------------------------- | ----------------- |
| 1998－2004 | 《慾望城市》（Princess of Thieves）               | 米蘭達·霍布斯     |
| 2005       | 《溫泉》（Warm Springs）                          | 愛蓮娜·羅斯福     |
| 2014       | 《雙面人魔》（Hannibal）                          | 凱德·普奈         |
| 2020       | 《拉契特：黯衣天使》（Ratched）                   | 格溫多琳·布里格斯 |
| 2021－2025 | 《慾望城市：華麗下半場》（And Just Like That...） | 米蘭達·霍布斯     |

## 電影
| 年份 | 電影名稱                                    | 角色           |
| ---- | ------------------------------------------- | -------------- |
| 1984 | 《阿瑪迪斯》（Amadeus）                     | 女僕Lorl       |
| 1994 | 《小鬼當街》（Baby's Day Out）              | 保姆Gilbertine |
| 2008 | 《慾望城市》（Sex and the City: The Movie） | 米蘭達·霍布斯  |
| 2010 | 《慾望城市2》（Sex and the City 2）         | 米蘭達·霍布斯  |

## 參政
2018年3月19日，尼克森在推特上宣佈將會角逐來屆纽约州州长職位，並計劃參加民主黨初選爭取提名。在她宣佈參選前的一項民意調查顯示她的支持率為19%，大幅落後於有意爭取連任的民主黨人州長安德鲁·库默。

## 外部連結
- 互聯網百老匯資料庫（IBDB）上辛西雅·尼克森的資料（英文）
- 辛西雅·尼克森在互联网电影资料库（IMDb）上的資料（英文）
- 辛西雅·尼克森在American Theatre Wing.org的訪談